# 永州 (武德)
永州，中国唐朝时设置的州。
唐高祖武德二年（619年）置永州，治所在洛盘县（今陕西省志丹县旦八镇）。下辖洛盘县、新昌县（今陕西省志丹县保安镇）、金城县（今陕西省甘泉县下寺湾乡阎家沟村古城）、土塠县（今陕西省志丹县永宁镇）。武德五年（622年），改为北永州。唐太宗贞观四年（630年）洛源县来属，改治洛源县（今陕西省吴起县铁边城镇）。贞观八年（634年）废北永州、洛盘县、新昌县、土塠县。洛源县改属庆州，金城县改属延州。